# Scheluwbrug
De Scheluwbrug is een brug over de Oude Rijn in de Nederlandse stad Leiden. De brug bevindt zich waar de Oude Rijn en de Herengracht samenkomen. De huidige Scheluwbrug is een gietijzeren draaibrug uit 1988. De eerste brug op deze locatie werd in de 14e eeuw gebouwd.
Sinds 1981 is de brug als rijksmonument ingeschreven in het monumentenregister.